# Moje první láska
Moje první láska (v originále My Girl) je americká tragikomedie z roku 1991. Režisérem je Howard Zieff a autorem Laurice Flehwany. Film v hlavních rolích s Macaulayem Culkinem a Annou Chlumsky líčí dospívání mladé dívky, která čelí mnohým emocionálním vzestupů a pádů. Ve filmu mimo jiné hrají i Dan Aykroyd a Jamie Lee Curtis.
Kniha, která byla předlohou pro film, byla napsána v roce 1991 Patricii Hermes. Sequel k tomuto filmu, Moje první láska 2, byl vydán v roce 1994.

## Děj
Děj se odehrává v roce 1972 v Madison, Pensylvánii. Vada Sultenfuss (Anna Chlumsky) je jedenáctiletá dívka, která je hypochondr a chová se jako kluk. Harry Sultenfuss (Dan Aykroyd), Vadin otec, je neohrabaný vdovec který své dceři nerozumí a tak ji neustále ignoruje. Díky jeho povolání (ředitel pohřebního ústavu) slouží dům Sultenfussovýh jako pohřební ústav. Díky tomu se u Vady objevila závislost na smrti. Vada tíhne ke své nemocné babičce Gramoo, která trpí Alzheimerovou chorovou a jejíž duševní stav Vadu ovlivňuje. Harryho bratr Phil, který žije nedaleko, rodinu často navštěvuje a pomáhá ji.
Vada se stýká se svým nejlepším přítelem Thomasem J. Sennettem (Macaulay Culkin), s neoblíbeným chlapcem jejího věku, který je alergický „na všechno“. Ostatní dívky je škádlí a myslí si, že jsou víc než přátelé. Thomas J. Sennet Vadu často doprovází k lékařovi, který ji ujišťuje, že není nemocná a že nemá v krku zaseklou žádnou kuřecí kost.
Vadino léto začíná skvěle. Skamarádí se se Shelly DeVoto (Jamie Lee Curtis), s novou kosmetičkou pohřební služby, která ji zajišťuje tolik potřebné vedení. Také je okouzlena panem Bixlerem, jejím učitelem v páté třífdě. Když se dozví, že vede letní školu tvůrčího psaní, ukradne Shelly peníze z dózy na sušenky aby se do školy mohla přihlásit. Když ji pan Bixler doporučí aby psala o tom co je v její duši, Vada se bojí, že zabila svou matku, která zemřela dva dny po porodu. Brzy se vše začne rozpadat.
Harry a Shelly se dají dohromady, což začne mít vliv na Vadin postoj vůči Shelly. Jednou v noci Vada přeruší jejich rande na hře binga a na pomoc si pozve Thomase J. Senetta. 4. července, když přijede Shellyn exmanžel Danny, Vada bezvýsledně doufá, že si vezme Shelly zpátky. Později je Vada šokovaná když Harry a Shelly oznámí jejich zasnoubení a reaguje na něj útěkem společně s Thomasem.
Vada si později začíná všímat změn v sobě samé, když běhá po domě a křičí že krvácí. Shelly ji vlídně vysvětlí, že její první menstruace je naprosto přirozený proces. Když Vada zjistí že ji mají pouze dívky, nechce vidět Thomse J., který přijde po chvíli. Po pár dnech ale spolu sedí pod stromem u řeky, kde sdílí nevinný první polibek.
Jednoho dne v lese Vada a Thomas J. narazí na včelí úl, který Thomas J. srazí k zemi. Vada při tom ztratí svůj milovaný prstýnek nálad a tak ho začnou hledat. Po chvíli ale přestanou, když je přeruší včely vylétávající z úlu.
Harry musí Vadě doručit onu tragickou zprávu o Thomasově smrti, což ji tak raní, že odmítá opustit svůj pokoj.
Když nastane den Thomasova pohřbu, Vadiny emoce jsou tak silné, že uteče. Dojde k domu pana Bixlera, se kterým chce zůstat. Přijde ale na to, že se chystá oženit se. Vrátí se na místo, kde se ona a Thomas J. scházeli a přemítá si v hlavě, co se stalo.
Když se Vada vrátí domů, všem se uleví když zjistí, že je v pořádku, včetně Shelly, kterou Vada přijme za svou budoucí nevlastní matku.
Vadin smutek urovná spor mezi ní a jejím otcem. Ten jí vysvětlí, že matčina smrt nebyla její vina a že se podobné věci stávají.
Ke konci léta se Vada a její otec setkají s paní Sennettovou, která stále truchlí nad smrtí svého syna. Daruje Vadě její prsten nálad, který Thomas J. našel a Vada se ji pokouší utěšit.
V poslední den kurzu tvůrčího psaní Vada přečte báseň, kterou napsala o ztrátě svého nejlepšího přítele.

## Obsazení
- Dan Aykroyd jako Harry Sultenfuss: Vadin otec, ředitel pohřebního ústavu v Madisonu v Pensylvánii.
- Jamie Lee Curtis jako Shelly DeVoto: Nová maskérka v pohřebním ústavu a později Harryho snoubenka
- Macaulay Culkin jako Thomas J. Sennett: Chlapec, který je "alergický na všechno", Vadin soused a nejlepší přítel.
- Anna Chlumsky jako Vada Sultenfuss: Hlavní postava, jedenáctiletá dívka.
- Richard Masur jako Phil Sultenfuss: Harryho bratr a Vadin strýc.
- Griffin Dune jako pan Bixler: Vadin učitel do kterého je zamilovaná.
- Ann Nelson jako Gramoo Sultenfuss: Vadina babička a matka Harryho a Phila trpící Alzheimerovou chorobou.